# Scorpaenodes arenai
Scorpaenodes arenai, in italiano scorpenode mediterraneo è un pesce osseo marino della famiglia Scorpaenidae.

## Distribuzione e habitat
Questo pesce è noto solamente per pochi esemplari provenienti dalle isole Azzorre, nell'Oceano Atlantico e per lo stretto di Messina. Gli esemplari noti di questa specie sono pochissimi per cui in apparenza la specie è estremamente rara. La difficoltà di riconoscerla da altre specie molto comuni può comunque far sottostimare la sua frequenza e la sua distribuzione geografica.
L'habitat è sconosciuto ma sembra che frequenti le caverne sottomarine.

## Descrizione
L'aspetto di questo animale è abbastanza simile ai comuni scorfani mediterranei del genere Scorpaena. Se ne può distinguere soprattutto per il corpo più schiacciato lateralmente, l'occhio in proporzione più grande e il muso appuntito. Altri caratteri di riconoscimento sono la presenza di una fila di spine nella regione suborbitale e il numero di raggi spinosi sulla pinna dorsale che è di 13, mentre in tutti gli altri Scorpaenidae mediterranei è di 12..
La colorazione è rosso arancio con 5 fasce scure verticali e una macchia scura sulla pinna dorsale, nei pressi dell'inizio della parte a raggi molli. Tutte le pinne sono rossicce e tutte tranne la dorsale sono punteggiate di giallo e nero.
La misura massima è di 11 cm. Normalmente entrambi non superano gli 8 cm.

## Biologia
Ignota.